# Hoplolygris
Hoplolygris är ett släkte av fjärilar. Hoplolygris ingår i familjen mätare.
Kladogram enligt Catalogue of Life:
| Hoplolygris | \| \| Hoplolygris cicatriculata \| \| \| \| \| \| Hoplolygris straminea \| \| \| \| |
|             | \| \| Hoplolygris cicatriculata \| \| \| \| \| \| Hoplolygris straminea \| \| \| \| |
|             | Hoplolygris cicatriculata                                                           |
|             |                                                                                     |
|             | Hoplolygris straminea                                                               |
|             |                                                                                     |